# Dune (film)
Peščeni planet (izvirno angleško Dune) je znanstvenofantastični film, ki ga je leta 1984 režiral David Lynch. Gre za priredbo istoimenskega romana Franka Herberta, prvega v nizu devetih knjig o planetu sipin, v katerem so igrali Kyle MacLachlan kot Paul Atreides, pop-zvezdnik Sting kot Feyd-Rautha in Patrick Stewart kot Gurney Halleck.
Planet Arakis, znan kot Dune, je planet sipin, peščenih črvov in svobodnjakov, ki si želijo neodvisnosti od sil, ki izkoriščajo njihov planet. V boju za vodstvo svojega doma, priseljenec iz Caladana, Paul Artreides (Muad'dib), potomec Vojvode Leta, pravičnega, vodi vojsko svobodnjakov v vodstvo planeta Dune. 
Navaden gledalec bi na film gledal kot na še en revolucionaren film, poln verjetnih političnih preobratov s čisto verjetnim zaključkom. Za ljubitelje knjig, pravljičnih tematik je film klasika, ki prirase srcu, le da zmaje zamenjajo orjaški črvi. Poleg tega je Herbert ustvaril popolnoma svojo podobo puščavskega planeta, katerega izkoriščanje ima vpliv daleč naokoli. 
Kasneje je bil narejen tudi »remake« Dune 2000, z rahlo spremenjeno in razširjeno vsebino in nadaljevanje Children of Dune, kjer zgodbo Muad'diba nadaljujeta njegova otroka in sestra.